# راهنمای کشف قتل از یک دختر خوب (مجموعه تلویزیونی)
راهنمای کشف قتل از یک دختر خوب (به انگلیسی: A Good Girl's Guide to Murder) یک سریال تلویزیونی معمایی-دلهره‌آور بریتانیایی است که بر اساس رمانی به همین نام نوشتهٔ هالی جکسون در سال ۲۰۱۹، اقتباس شده توسط پاپی کوگان، به کارگردانی دالی ولز و توسط مونیج پیکچرز و پخش‌کننده عمومی آلمانی زددی‌اف‌نئو برای بی‌بی‌سی سه ساخته شده است. این مجموعه که شامل شش قسمت است، وقایع کتاب اول را پوشش می‌دهد و در ۱ ژوئیهٔ ۲۰۲۴ برای پخش آنلاین در بی‌بی‌سی آی‌پلیر در بریتانیا منتشر شد و پس از آن، پخش زمینی آن در ۱۰ ژوئیه از بی‌بی‌سی سه آغاز شد. این سریال در سطح بین‌المللی در ۱ اوت ۲۰۲۴ در نتفلیکس منتشر شد.
در نوامبر ۲۰۲۴، برای فصل دوم تمدید شد.

## داستان
پیپ فیتز-آموبی (اما مایرز) از اینکه قتل یک دختر دانش‌آموز محلی به اندازه کافی بررسی شده راضی نیست و امور را به دست خود می‌گیرد.

## بازیگران

### اصلی
- اما مایرز در نقش پیپا «پیپ» فیتز-آموبی
  - کیتی اندرسون در نقش پیپ جوان
- زین اقبال در نقش راوی سینگ
- آشا بنکس در نقش کارا وارد
- رایکو گوهرا در نقش زک چن
- جود مورگان-کولی در نقش کانر رینولدز
- یالی توپول مارگالیت در نقش لورن گیبسون
- یاسمین الخضیری در نقش نائومی وارد
- هنری اشتون در نقش مکس هستینگز
- کارلا وودکاک در نقش بکا بل
- متیو بینتون در نقش الیوت وارد
- گری بیدل در نقش ویکتور آموبی، پدر پیپ
- آنا مکسول مارتین در نقش لیان آموبی، مادر پیپ

### مکمل
- ایندیا لیلی دیویس در نقش اندی بل
- راهول پاتنی در نقش سال سینگ
- جکسون بیو در نقش دنیل دا سیلوا
- کاماری لوید در نقش جاش آموبی
- متیو چمبرز در نقش جیسون بل
- آنابل مالیون در نقش رزی هستینگز
- آدام آستیل در نقش توبی هستینگز
- اورلا هیل در نقش روبی فاکس‌کرافت
- متیو خان در نقش دیلن
- الیور ویکهام در نقش جسی واکر
- جورجیا لاک در نقش ایسلا جردن

### مهمان
- جورجیا آرون در نقش اما هاتون
- جسیکا وبر در نقش نات دا سیلوا
- توماس گری در نقش هاوی باورز
- افرایم او.پی. سمپسون در نقش جیک لارنس

## تولید
در سپتامبر ۲۰۲۲، این پروژه به عنوان اقتباس تلویزیونی بی‌بی‌سی سه از رمان راهنمای کشف قتل از یک دختر خوب نوشته هالی جکسون، به تهیه‌کنندگی مونیج پیکچرز اعلام شد. دالی ولز کارگردان این پروژه است و فیلم‌نامه آن را پاپی کوگان به همراه ضیا احمد، آجوک ایبیرونکه و روبی توماس نوشته‌اند. تهیه‌کننده این پروژه فلورانس واکر است و تهیه‌کنندگان اجرایی آن متیو رید، متیو بوچ و فریث تیپلیدی برای مونیج پیکچرز، و لوسی ریچر و دانیل اسکات-هاتون برای بی‌بی‌سی به‌همراه ولز، هالی جکسون و کوگان هستند.
با وجود اینکه تهیه‌کننده اجرایی، فریت تیپلیدی، تأکید کرد که فصل اول پایان سریال خواهد بود، این سریال برای فصل دوم در ۲۰ نوامبر ۲۰۲۴ تمدید شد که وقایع کتاب دوم، دختر خوب، خون بد، را دنبال می‌کند. جکسون و کوگان برای فیلم‌نامه بازخواهند گشت، و مایرز و اقبال قرار است نقش‌های خود را از سر بگیرند.

### انتخاب بازیگر
در ژوئن ۲۰۲۳، ساخت سریال با انتخاب اما مایرز و زین اقبال برای نقش‌های اصلی پیپ و راوی آغاز شد.

### فیلم‌برداری
فیلم‌برداری در اطراف بریستول و سامرست انجام شد. لوکیشن‌ها شامل غارهای ردکلیف، پارکینگ راه‌آهن دره آون، ردلند، دبیرستان ردمیدز، وستبری-آن-تریم، و آکسبریج می‌شود. فیلم‌برداری فصل دوم در هفتهٔ پایانی آوریل ۲۰۲۵ در آکسبریج، سامرست آغاز شد.

## پخش
راهنمای کشف قتل از یک دختر خوب در ۱ ژوئیهٔ ۲۰۲۴ برای پخش آنلاین در بی‌بی‌سی آی‌پلیر در بریتانیا و در ایرلند، اِستَن در استرالیا و تری‌نو در نیوزیلند منتشر شد. پخش زمینی با دو قسمت در هفته در بی‌بی‌سی سه در ۱۰ ژوئیهٔ ۲۰۲۴ آغاز شد. این سریال در آلمان در ۳۰ اوت ۲۰۲۴ در سرویس زددی‌اف‌نئو منتشر شد. در ۲۲ آوریل ۲۰۲۴، نتفلیکس اعلام کرد که این سریال در ۱ اوت ۲۰۲۴ در پلتفرم آن منتشر خواهد شد.

## نظرات
در بازبینی جمعی در وب‌سایت راتن تومیتوز، ۸۲٪ از ۳۹ نقد منتقدان مثبت هستند و میانگین امتیاز آنها ۶٫۳/۱۰ است. نظر کلی این وب‌سایت این است: «مجموعه‌ای بی‌روح که معمای قتل کلاسیک را با چاشنی ملایمی به تصویر می‌کشد، راهنمای قتل یک دختر خوب تمام معیارهای یک دوره لذت‌بخش و شیرین را دارد.» متاکریتیک، که از میانگین وزنی استفاده می‌کند، بر اساس نظر ۱۹ منتقد، امتیاز ۶۹ از ۱۰۰ را به این سریال اختصاص داده است که نشان‌دهنده نقدهای «به‌طورکلی مطلوب» است.